# Slimane Dehilès
Pour les articles homonymes, voir Sadek.
Slimane Dehiles, de son nom de guerre Si Sadek, né le 14 novembre 1920 à Ouadhias et mort le 5 novembre 2011 à El Biar, est un militant nationaliste algérien, colonel de l'ALN, commandant de la Wilaya IV historique durant la guerre d'Algérie.

## Biographie
Il est né au pied du Djurdjura dans la région des Ouadhias, en Kabylie. Il est orphelin à 15 ans, son père Ramdane ayant combattu durant la première guerre mondiale.
Ayant quitté l'école jeune, il travaille dans des fermes dans la région d'Alger avant de s'engager dans l'armée en 1942 à l'âge de 21 ans. Il fera la campagne d'Italie en 1943 dont la fameuse bataille de Monte Cassino.
Démobilisé en décembre 1946, il s'installe à Paris pour travailler à l'usine avant de s'engager au PPA-MTLD. Il est arrêté le 29 juin 1948 et écopera de deux ans de prison pour atteinte à la sureté de l'Etat et cinq d'interdiction d'entrée en Algérie. Après quatre ans près de la frontière franco-allemande, il rentre clandestinement en Algérie le 5 novembre 1954 pour rejoindre l'Armée de libération nationale.
Il devient très vite un des officiers les plus importants de la Wilaya III aux côtés des colonels Amirouche, Krim Belkacem, Mohand Oulhadj, ou encore Amar Ouamrane ; il sera chargé de mettre en place la toute première compagnie en Kabylie.
En 1956, il rejoint la wilaya IV dirigée par Amar Ouamrane, avant de prendre sa succession au commandement en accédant au grade de colonel en 1957. Un an après, il devient l'adjoint de Houari Boumediene à la direction du Commandement opérationnel militaire Ouest.
En 1959, il épouse Izza, la veuve d'Abane Ramdane dont il était l'un des principaux soutiens.
A l'indépendance, il est élu député de Tizi Ouzou mais il rejoint très vite le FFS aux côtés de Hocine Ait Ahmed dont il est l'un des membres fondateurs. Après l'arrestation de ce dernier, il fuit en France avant de finalement se retirer de la vie politique en 1965.
Il décède à son domicile le 5 novembre 2011 à El Biar à l'âge de 90 ans.